# Hubertus von Hohenlohe
Książę Hubertus Rudolph von Hohenlohe-Langenburg (ur. 2 lutego 1959 w mieście Meksyk) – meksykański narciarz alpejski, fotografik, biznesmen i piosenkarz pop występujący pod pseudonimami Andy Himalaya i Royal Disaster. Jest potomkiem rodu Hohenlohe. Urodził się w Meksyku, gdzie jego ojciec – książę Alfonso von Hohenlohe-Langenburg budował fabrykę Volkswagena. Posiada obywatelstwo Meksyku i Liechtensteinu, mieszka na stałe w Marbelli, w Hiszpanii, lecz większość czasu spędza w Wiedniu.
W 1981 założył Meksykańską Federację Narciarską, a w 1984 po raz pierwszy wystąpił na Zimowych Igrzyskach Olimpijskich w Sarajewie. Uczestniczył również w ZIO w Calgary (1988), Albertville (1992) i Lillehammer (1994). Zakwalifikował się również na Zimowe Igrzyska Olimpijskie w Turynie, ale ostatecznie Meksykański Komitet Olimpijski zdecydował się nie wystawiać tam jednoosobowej reprezentacji.
W wieku 51 lat został najstarszym sportowcem biorącym udział w Zimowych Igrzyskach Olimpijskich 2010 w Vancouver, gdzie był jedynym reprezentantem Meksyku. Wystartował w slalomie gigancie zajmując 78. miejsce i w slalomie – 46. miejsce. Wystąpił również na Zimowych Igrzyskach Olimpijskich 2014 w Soczi, gdzie nie ukończył slalomu.